# José Manuel Villegas
José Manuel Villegas Pérez, né le 3 juillet 1968 à Barcelone, est un avocat et un homme politique espagnol, membre de Ciudadanos.
Il est élu député de la circonscription de Barcelone lors des élections générales de décembre 2015. 

## Biographie

### Vie privée
Il est marié et père de deux enfants.

### Profession
José Manuel Villegas Pérez est titulaire d'une licence en droit et d'un master. Il est avocat en droit fiscal, spécialisé en faillite.

### Activités politiques
Il est membre de Ciudadanos, dont il devient vice-secrétaire général en 2014, avant d'accéder au poste de secrétaire général le 28 janvier 2017.
De décembre 2012 à octobre 2015, il est député au Parlement de Catalogne.
Le 20 décembre 2015, il est élu député pour la circonscription de Barcelone au Congrès des députés, où il siège à partir du 13 janvier 2016. Il est réélu le 26 juin 2016.